# Julian Melchiori
Julian Melchiori (* 6. Dezember 1991 in Richmond Hill, Ontario) ist ein kanadischer Eishockeyspieler, der seit Juli 2024 erneut bei den Grizzlys Wolfsburg aus der Deutschen Eishockey Liga (DEL) unter Vertrag steht und dort auf der Position des Verteidigers spielt. Zuvor war Melchiori bereits einmal für Wolfsburg sowie die Eisbären Berlin, mit denen er im Jahr 2024 die Deutsche Meisterschaft gewann, in der DEL aktiv. Sein Onkel Mike Murphy war ebenfalls professioneller Eishockeyspieler und später auch Trainer in der National Hockey League (NHL).

## Karriere

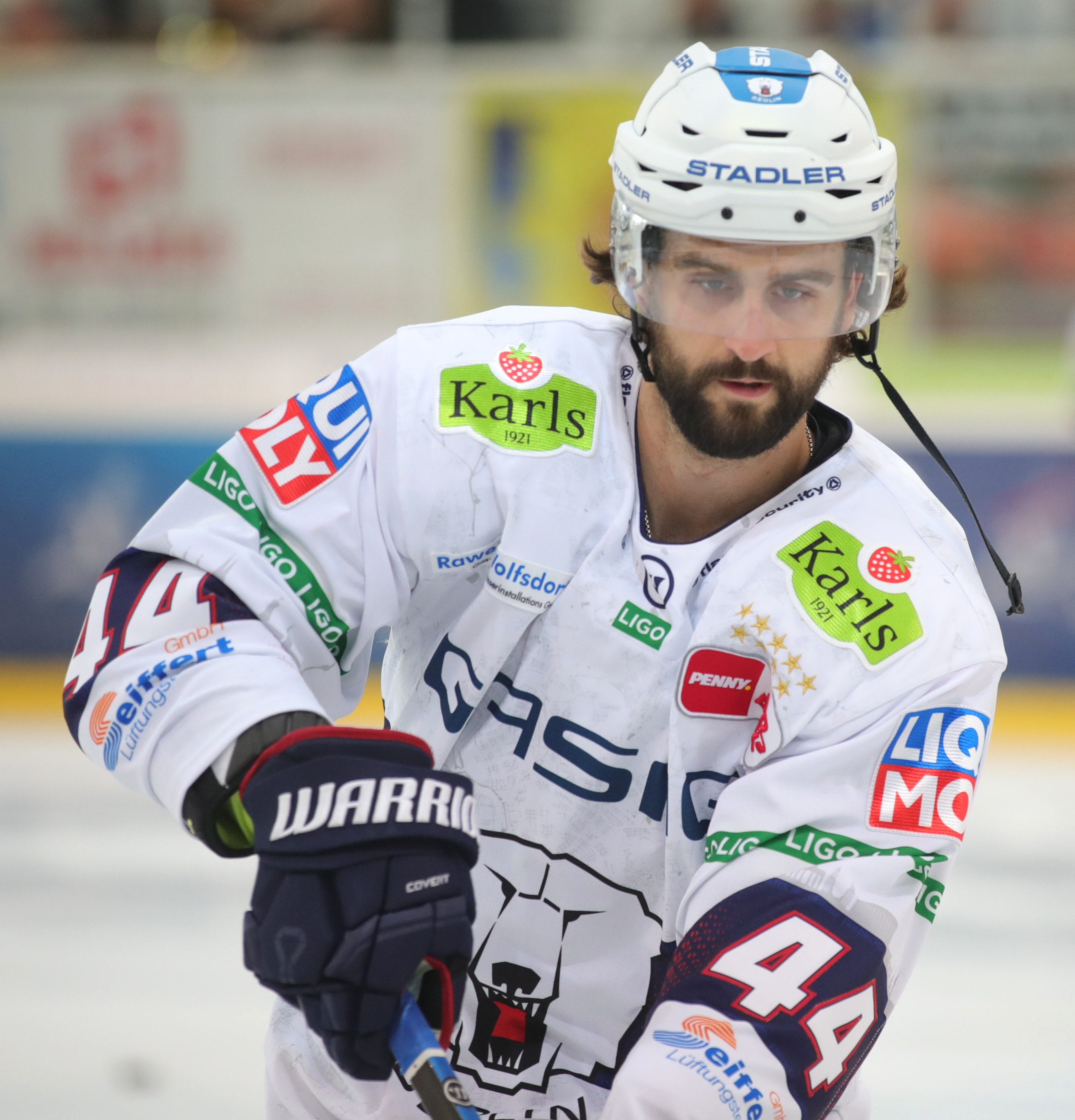
Melchiori im Trikot der Eisbären Berlin (2023)

Melchiori spielte zwischen 2007 und 2010 in diversen unterklassigen Juniorenligen Ontarios. Nachdem er im NHL Entry Draft 2010 in der dritten Runde an 87. Stelle von den Atlanta Thrashers aus der National Hockey League (NHL) ausgewählt worden war, schloss er sich zunächst den Kitchener Rangers aus der Ontario Hockey League (OHL) an. Dort spielte er eineinhalb Jahre, ehe er im Januar 2012 für die letzten Monate seiner Juniorenkarriere zum Ligakonkurrenten Oshawa Generals transferiert wurde.
Nach Beendigung der Spielzeit 2011/12 unterzeichnete der Verteidiger einen Vertrag bei den Winnipeg Jets, dem Nachfolgefranchise der Thrashers, und kam dort für deren Farmteams, die St. John’s IceCaps zwischen 2012 und 2015 sowie 2015 und 2018 die Manitoba Moose in der American Hockey League (AHL) zum Einsatz. Im Verlauf der Saison 2013/14 feierte er für die Jets sein NHL-Debüt, als er in einer Partie zum Einsatz kam. Zwei Spielzeiten später folgten elf weitere Partien in der höchsten nordamerikanischen Spielklasse.
Nach über sechs Jahren in der Organisation der Jets erhielt Melchiori nach der Saison 2017/18 keinen weiterführenden Vertrag, sodass er sich im Juli 2018 als Free Agent den Florida Panthers anschloss. Dort verbrachte er die gesamte Spielzeit bei den Springfield Thunderbirds, bevor er im Juli 2019 einen auf die AHL beschränkten Vertrag bei den Binghamton Devils unterzeichnete. Nachdem der Kanadier dort ein Spieljahr verbracht hatte, wechselte er im Juli des folgenden Jahres zum russischen Klub Neftechimik Nischnekamsk aus der Kontinentalen Hockey-Liga (KHL). Ohne ein Spiel für den KHL-Klub absolviert zu haben, wechselte er noch im November 2020 zu den Grizzlys Wolfsburg in die Deutsche Eishockey Liga (DEL). Innerhalb der Liga wechselte er zur Saison 2022/23 zum amtierenden Deutschen Meister Eisbären Berlin, nachdem es im Jahr 2021 mit den Wolfsburgern zum Gewinn der Vizemeisterschaft gereicht hatte. Zwei Spielzeiten später gewann der Kanadier mit den Eisbären den Deutschen Meistertitel. In der Folge verließ er den Klub und kehrte nach Wolfsburg zurück. 

## Erfolge und Auszeichnungen
- 2021 Deutscher Vizemeister mit den Grizzlys Wolfsburg
- 2024 Deutscher Meister mit den Eisbären Berlin

## Karrierestatistik
Stand: Ende der Saison 2024/25
(Legende zur Spielerstatistik: Sp oder GP = absolvierte Spiele; T oder G = erzielte Tore; V oder A = erzielte Assists; Pkt oder Pts = erzielte Scorerpunkte; SM oder PIM = erhaltene Strafminuten; +/− = Plus/Minus-Bilanz; PP = erzielte Überzahltore; SH = erzielte Unterzahltore; GW = erzielte Siegtore; 1 Play-downs/Relegation; Kursiv: Statistik nicht vollständig)